# Artère maxillaire
L'artère maxillaire (ou l'artère maxillaire interne en ancienne nomenclature) est une artère systémique paire de la tête. Elle participe entre autres à la vascularisation de la partie inférieure de la face, de l'oreille ainsi que de certaines structures intracrâniennes.

## Origine
L'artère maxillaire est, avec l'artère temporale superficielle, une des deux branches terminales de la l'artère carotide externe. C'est la plus grosse des deux.. Elle naît dans la glande parotide, en arrière du col de la mandibule et se dirige vers l'avant, perpendiculairement à la carotide externe. Dans de rares cas, l'artère maxillaire provient de l'artère faciale.

## Trajet

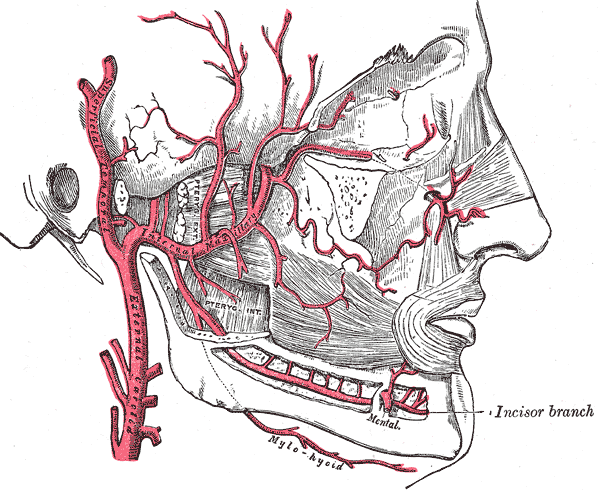
Artère maxillaire et ses collatérales.

L'artère maxillaire est classiquement divisée en trois segments : un premier segment mandibulaire, un deuxième segment ptérygoïdien et un troisième segment ptérygopalatin.

Les 3 segments de l'artère maxillaire et ses collatérales.

### Premier segment
Après avoir irrigué une partie de la glande parotide, l'artère maxillaire quitte la loge parotidienne par la boutonnière rétro-condylienne de Juvara, en passant entre le ligament sphéno-mandibulaire médialement et le col de la mandibule latéralement. Elle entre dans la fosse infra-temporale, accompagnée par le nerf auriculo-temporal. L'artère maxillaire croise ensuite le nerf alvéolaire inférieur avant d'atteindre le muscle ptérygoïdien latéral. Elle donne à ce niveau cinq collatérales :
- L'artère auriculaire profonde est la première des collatérales. Il s'agit d'une branche ascendante qui naît souvent d'un tronc commun avec l'artère tympanique antérieure[3]. Elle vascularise l'articulation temporo-mandibulaire puis remonte et transperce l'os temporal en avant du méat acoustique externe, au niveau de la fissure tympano-squameuse[5] pour irriguer la face externe du tympan.
- L'artère tympanique antérieure est également une branche ascendante de l'artère maxillaire. Elle pénètre dans l'os temporal par la fissure pétro-tympanique et s'anastomose dans la caisse du tympan avec l'artère du canal ptérygoïdien, branche de l'artère maxillaire, l'artère stylo-mastoïdienne issue de l'artère auriculaire postérieure et l'artère carotico-tympanique provenant de la carotide interne[3]. Elle vascularise la muqueuse de l'oreille moyenne et la face interne du tympan.
- L'artère méningée moyenne est la plus importante des branches de l'artère maxillaire. Depuis son origine, elle remonte vers le foramen épineux en passant entre les deux racines du nerf auriculo-temporal. Au niveau du crâne, elle remonte le long de la face latérale puis se ramifie pour irriguer les os du crâne, et une grande partie de la dure-mère. Au cours de leur trajet, l'artère méningée et ses branches creusent des sillons sur la face endocrânienne des os[6].
- L'artère ptérygoméningée (ou artère petite méningée en ancienne nomenclature[1]) est une petite branche inconstante qui naît soit à proximité de l'artère méningée moyenne, soit directement de celle-ci. Elle pénètre dans le crâne par le foramen ovale pour vasculariser la dure-mère et le ganglion trigéminal. Malgré son nom, seulement 10 % du flux sanguin de cette artère atteint les structures intracrâniennes[7]. Elle irrigue ainsi le muscle ptérygoïdien médial, le chef supérieur du muscle ptérygoïdien latéral, le muscle tenseur du voile du palais, le ganglion otique, le nerf mandibulaire et l'os sphénoïde[8].
- L'artère alvéolaire inférieure (anciennement appelée artère dentaire inférieure[1]) est une branche descendante de l'artère maxillaire. Elle se dirige vers le bas, accompagnée par le nerf alvéolaire inférieur. Juste avant de pénétrer dans le canal alvéolaire inférieur par le foramen mandibulaire elle donne une branche, l'artère mylo-hyoïdienne, qui descend à la face interne de la mandibule au niveau du sillon mylo-hyoïdien pour vasculariser le muscle du même nom. L'artère alvéolaire inférieure poursuit ensuite son trajet dans le canal alvéolaire et se divise en une branche mentonnière passant par le foramen mentonnier pour vasculariser les téguments du menton, et une branche incisive qui poursuit son trajet et s'anastomose avec l'artère contro-latérale[3]. Elle permet la vascularisation des dents inférieures via des rameaux dentaires[6].

### Deuxième segment
Au niveau du deuxième segment l'artère maxillaire, qui devient assez flexueuse, est satellite du muscle ptérygoïdien latéral. Elle peut passer soit médialement, entre les deux muscles ptérygoïdiens, soit latéralement, entre le ptérygoïdien latéral et le muscle temporal. La variante externe semble être un peu plus fréquente que la variante interne,. Dans sa variante superficielle, l'artère maxillaire contourne le bord inférieur du muscle ptérygoïdien latéral pour passer à sa face externe. Elle croise le nerf buccal, issu de la division antérieur du nerf mandibulaire. Dans sa variante profonde, l'artère maxillaire longe la face médiale du muscle ptérygoïdien latéral et se trouve donc dans l'espace interptérygoïdien. Sur son trajet elle croise les nerfs alvéolaire inférieur et lingual au niveau de la réunion avec la corde du tympan. Elle passe ensuite entre les deux chefs du muscle ptérygoïdien latéral pour se retrouver à sa face externe. Le deuxième segment de l'artère maxillaire donne plusieurs collatérales :
- L'artère massétérique passe par l'incisure mandibulaire de la mandibule, accompagnée par le nerf massétérique issu du nerf mandibulaire. Elle s'anastomose avec des branches de l'artère transverse de la face et vascularise le muscle masséter. Cette artère est parfois absente[11].
- Les artères ptérygoïdiennes sont présentes en nombre variable. Elles sont indispensables à la vascularisation du muscle ptérygoïdien latéral, et irriguent également en partie le muscle ptérygoïdien médial[6].
- Les artères temporales profondes antérieure et postérieure sont des branches ascendantes de l'artère maxillaire. Elles remontent accompagnées par les nerfs temporaux profonds antérieur et postérieur et passent sous le muscle temporal qu'elles irriguent. Elles s'anastomosent avec l'artère temporale moyenne issue de l'artère temporale superficielle. Des petits rameaux de l'artère antérieure s'anastomosent également avec l'artère lacrymale, branche de l'artère ophtalmique, en transperçant l'os zygomatique et la grande aile de l'os sphénoïde[3].
- L'artère buccale se dirige vers le bas et l'avant accompagnée du nerf buccal. Elle se ramifie à la face externe du muscle buccinateur qu'elle irrigue, et s'anastomose avec l'artère angulaire, branche terminale de l'artère faciale, l'artère infra-orbitaire et l'artère alvéolaire supérieure et postérieure. L'artère buccale participe à la vascularisation du corps adipeux et de la muqueuse de la joue[12].

### Troisième segment
Au niveau du troisième segment, l'artère maxillaire décrit une courbe à convexité antérieure qui s'appuie sur la tubérosité maxillaire et entre dans la fosse ptérygo-palatine via la fissure ptérygo-maxillaire. Elle s'engage ensuite dans le foramen sphénopalatin et devient alors l'artère sphénopalatine. Le segment ptérygopalatin de l'artère maxillaire compte cinq collatérales :
- L'artère alvéolaire supérieure et postérieure ou artère alvéolaire supéro-postérieure se dirige vers le bas et l'avant, le long de la face externe de la tubérosité maxillaire. Elle donne plusieurs rameaux qui vont pénétrer dans l'os maxillaire avec le nerf alvéolaire supérieur et postérieur et vasculariser les trois molaires supérieures ainsi que la muqueuse du sinus maxillaire[6]. L'artère alvéolaire supéro-postérieure se poursuit à la surface de la tubérosité maxillaire et vient irriguer les gencives supérieures. Elle se termine en rameaux s'anastomosant avec l'artère buccale et l'artère infra-orbitaire.
- L'artère infra-orbitaire passe par la fissure orbitaire inférieure et donne une branche orbitaire qui vascularisent le sac lacrymal et les muscles droit et oblique inférieur. Puis elle s'insère dans le sillon infra-orbitaire et pénètre dans le canal du même nom avec le nerf infra-orbitaire, branche du nerf maxillaire. Elle donne alors les artères alvéolaires supérieures moyenne et antérieure qui irriguent les incisives, canines et prémolaires supérieures ainsi que la muqueuse du sinus maxillaire. Au niveau du foramen infra-orbitaire, l'artère se ramifie et s'anastomose avec les artères dorsale du nez, angulaire, alvéolaire postéro-supérieure et infra-orbitaire, se distribuant ainsi aux téguments de la région infra-orbitaire[12].
- L'artère du canal ptérygoïdien ou artère vidienne est une branche très fine dirigée vers l'arrière. Elle pénètre dans le canal ptérygoïdien et traverse l'os sphénoïde accompagnée par le nerf du canal ptérygoïdien. Elle irrigue la muqueuse de la partie supérieure du pharynx, la trompe auditive et donne des rameaux s'anastomosant avec les artères tympaniques qui vascularisent la caisse du tympan[12].
- L'artère palatine descendante (artère palatine supérieure dans l'ancienne nomenclature[1]) se dirige vers le bas et s'engage dans le canal palatin (ou palatin postérieur) avec les nerfs grand et petit palatins. Elle se divise alors en artères grande et petites palatines qui vont irriguer la muqueuse et les glandes du palais. L'artère grande palatine se poursuit vers l'avant en longeant la voûte palatine et s'anastomose avec l'artère contro-latérale puis traverse le canal incisif pour rejoindre l'artère sphénopalatine, branche terminale de l'artère maxillaire[3].

## Terminaison
Après son passage par le foramen sphéno-palatin, l'artère sphéno-palatine se divise en branches nasales postéro-latérales et septales postérieures. Elles s'anastomosent avec les artères ethmoïdales antérieure et postérieure et avec des branches de l'artère faciale. Le rameau septal se poursuit vers le bas et l'avant en creusant un sillon dans l'os vomer puis traverse le canal incisif pour rejoindre l'artère grande palatine. L'artère sphéno-palatine et ses branches assurent la vascularisation des parois latérale et septale de la cavité nasale, et des sinus frontal, ethmoïdal, sphénoïdal et maxillaire.
Cette artère assure la plus grande part de la vascularisation des cavités nasales et est donc impliquée dans de nombreux cas d'épistaxis.